# Gran Reserva: El origen
Gran Reserva: El origen es una serie española de televisión producida por Bambú Producciones para La 1. Ésta se estrenó el 13 de mayo de 2013 y finalizó sus emisiones el 23 de agosto del mismo año, tras ser cancelada. Se trataba del origen de la serie Gran Reserva.

## Historia
Gran Reserva: El origen es una serie de televisión de emisión diaria, creada a partir de la idea original de Ramón Campos, máximo responsable de la productora Bambú Producciones, de la ficción de prime time Gran Reserva. Esta precuela se remonta cuarenta y cinco años en el pasado de los acontecimientos que suceden en la serie original, sucediendo entre marzo y agosto de 1967. La serie comenzó con su emisión diaria el 13 de mayo de 2013 en el primer canal de Televisión Española, y es transmitida de lunes a viernes de 16:30 a 17:30 horas. En julio es anunciado el final de la serie, adelantando el desenlace por sus insuficientes datos de audiencia.

## Argumento
Tres grandes familias bodegueras que habitan en La Siesta deberán luchar por ser los mejores en su oficio de dicho lugar.
- La familia Cortázar compuesta por Don Alejandro Cortázar, dueño de las viñas Cortázar y sus cuatro hijos Vicente, Rafael, Elena y Gabriel. También entrará a formar parte de la familia Rosalía Ortiz, mujer de Vicente.
- La familia Reverte está compuesta por Ricardo Reverte, dueño de las bodegas Reverte, su mujer Renata Ramos y sus dos hijos Jesús y Adolfo. También formará parte de la familia Sofía Ruiz que llega a Lasiesta y será la novia de Adolfo.
- La familia Miranda, compuesta por Santiago Miranda, dueño de las bodegas Miranda, su mujer Elvira Prieto y el hijo de Santiago, Luis.

## Personajes

### Los Cortázar y allegados
- José Manuel Cervino como Don Alejandro Cortázar(1908), dueño de las bodegas Cortázar, hombre emprendedor y gran vitalidad, enemigo de los Miranda, padre de Vicente, Rafael, Elena y Gabriel. (Capítulo 1-82)
- Víctor Clavijo como Vicente Cortázar(1940), primogénito de Don Alejandro, joven ambicioso y sin escrúpulos, sólo le importa llegar a la cima con las bodegas y destruir a los Miranda, casado con Rosalía a quien ama con locura. (Capítulo 1-82)
- Pau Roca como 'Rafael Cortázar(1943)', segundo hijo de Don Alejandro, vive a la sombra de su hermano Vicente, está enamorado de Manuela, pero sabe que su padre y su hermano jamás permitirían esa relación. (Capítulo 1-82)
- Marta Torné como Elena Cortázar(1946), tercera y única hija de Don Alejandro, es su adolescencia estuvo enamorada de Luis Miranda pero su padre y su hermano Vicente les separaron, ahora que ha vuelto a Lasiesta resurgirá de nuevo ese amor. (Capítulo 1-82)
- Javier Pereira como Gabriel Cortázar (1948-†1968), cuarto hijo de Don Alejandro, adolescente inmaduro y egocéntrico, deja embarazada a Carolina, la hija de la tabernera a quien la usa sólo para divertirse. (Capítulo 1-10)
- Mamen Camacho como Rosalía Ortiz, (1944)llega a Lasiesta con su mejor amiga Sofía y se casa con Vicente haciéndole creer que proviene de una familia de alcurnia y será capaz de cualquier cosa por ocultar su secreto. (Capítulo 1-82)
- Álex Angulo (†) como Eduardo Matute(1907), hombre de confianza de Don Alejandro, encargado de las bodegas Cortázar, marido de Inés y padre de Manuela. (Capítulo 1-82)
- Yolanda Ulloa como Inés Mendoza(1916), sirvienta de los Cortázar, mujer extremadamente perfeccionista y muy querida por la familia Cortázar, esposa de Eduardo y madre de Manuela. (Capítulo 1-82)
- Carlota Olcina como Manuela Matute Mendoza(1945), hija de Inés y Eduardo, joven soñadora, es la mejor amiga de Elena a la que quiere como una hermana. Novia de Roberto.(Capítulo 1-82)
- Sergio Mur como Roberto Vega(1942), peón de las viñas Cortázar, joven honesto y sencillo. Novio de Manuela. (Capítulo 1-82)
- Álex Barahona  como Andrés Guillén(1941), peón de las viñas Cortázar, joven ambicioso. Se compincha con Santiago Miranda para destruir a los Cortázar. (Capítulo 1-82)

### Los Reverte y allegados
- Carlos Álvarez-Novoa  como Don Ricardo Reverte †, dueño de las bodegas Reverte, es un hombre sencillo al que no le importa la rivalidad entre las bodegas, está casado con Renata y es el padre de Jesús y Adolfo. (Capítulo 1-38)
- Petra Martínez como Renata Ramos, mujer trabajadora, adora a su marido Ricardo y a sus hijos Jesús y Adolfo. (Capítulo 1-82)
- Alberto San Juan como Jesús Reverte Ramos, hijo mayor de Ricardo y Renata, muy tímido. Cuando conoce a Sofía se enamora de ella pero sabe que es un amor prohibido porque su hermano se fijó primero en ella. (Capítulo 1-82)
- Pablo Castañón como Adolfo Reverte Ramos, segundo hijo de Ricardo y Renata, joven vitalista, se enamora de Sofía a primera vista y hará todo para conquistarla. (Capítulo 1-82)
- Verónica Sánchez como Sofía Ruiz, llega a Lasiesta con su amiga Rosalía, se enamora de Adolfo. (Capítulo 1-82)

### Los Miranda y allegados
- Manuel de Blas como Don Santiago Miranda, marido de Elvira y padre de Luis, dueño de las bodegas Miranda, hombre malvado, odia a la familia Cortázar y hará todo para destruir sus bodegas. (Capítulo 1-82)
- Jesús Olmedo como Luis Miranda, hijo de Don Santiago, es su adolescencia estuvo enamorado de Elena Cortázar pero el odio de sus familias les separó, está comprometido con Asunción, la hija del alcalde pero con la vuelta de Elena resurgirá su amor. (Capítulo 1-82)
- Silvia Marsó como Elvira Prieto, fue una prostitura que Santiago rescató de las Américas, no es feliz junto a su marido y empezara a sentir algo por Dimas, el panadero del pueblo. (Capítulo 1-82)
- Carmela Lloret como Chelo, es la criada de los Miranda. (Capítulo 1-82)

### Gente del Pueblo
- Pastora Vega  como Pilar Jiménez, tabernera del pueblo, madre de Carolina, a quien tuvo de soltera cuando era muy joven.(Capítulo 1-82)
- Paula Prendes como Carolina Jiménez, joven soñadora, se enamora de Gabriel Cortázar sin darse cuenta de que este sólo quiere jugar con ella, se queda embarazada de él. (Capítulo 1-82)
- Joaquín Climent como Dimas, dueño de la panadería del pueblo, soltero por dedicar su juventud a cuidar a su madre, recientemente fallecida. Romántico y muy correcto en el trato con la gente. (Capítulo 1-82)
- Cesáreo Estébanez  como Teodoro Ortega, policía del pueblo es muy dicharachero, tío de Ángel. (Capítulo 1-82)
- Elio González como Ángel Ortega, joven irresponsable, le mandan desde Madrid a vivir con su tío Teodoro, a quien ayudará en la comisaría. (Capítulo 1-82)
- José Ángel Egido como Bernardo Cela, alcalde de Lasiesta, compinchado con Don Santiago Miranda, quiere casar a toda costa a su hija Asunción con Luis Miranda por los beneficios que obtendría a cambio. (Capítulo 1-82)
- Blanca Jara como Asunción Cela Ontiveros, hija del alcalde de Lasiesta, está prometida con Luis Miranda. (Capítulo 1-82)
- Marta Calvó como Clotilde Ontiveros, mujer de Bernardo y madre de Asunción. (Capítulo 23-82)
- Álvaro Manso como Eusebio González 'Pajarillo', joven policía que ayuda al agente Ortega en los casos más normales. Enamorado de Lourdes, la hija del sacristán (Capítulo 1-82).
- Kiti Mánver como Doña Clara Serrano, profesora para mayores que enseña a Dámaso. (Capítulo 44-82).
- Tomás del Estal como Dámaso García, pastor analfabeto que vive en las montañas, alumno de Doña Clara (Capítulo 53-82).
- Marian Arahuetes como Lourdes Hernández, hija del sacristán, se hace amiga de Clara Serrano; enamorada de 'Pajarillo' (Capítulo 44-82).
- Pietro Olivera como Anselmo Hernández, sacristán de Lasiesta, padre de Lourdes (Capítulo 45-82).
- José María Sacristán como Padre Genaro, cura de Lasiesta (Capítulo 1-60).
- Roger Álvarez como Joaquín Ormaechea, ingeniero químico, es asesinado por Santiago Miranda cuando este se entera de que había relatado a Elena Cortazar como puso metanol en botellas de las bodegas Miranda y por ello murieron Ricardo Reverte y el Padre Genaro.

## Episodios y audiencias
| Temporada | Temporada | Episodios | Estreno            | Final                | Audiencia    | Audiencia | Audiencia |
| Temporada | Temporada | Episodios | Estreno            | Final                | Espectadores | Cuota     |           |
| --------- | --------- | --------- | ------------------ | -------------------- | ------------ | --------- | --------- |
|           | 1         | 82        | 13 de mayo de 2013 | 23 de agosto de 2013 | 882 000      | 7,5%      |           |

La serie ha sido repuesta íntegra en Rioja Televisión y CyL8.

## Cabeceras
- Cabecera 1 - Del 1 al 25: Cabecera con melodía de Gran Reserva y con los nombres de los actores.
- Cabecera 2 - Del 26 al 82: Cabecera con la canción "No sé por qué te quiero", de María Dolores Pradera y Víctor Manuel y las caras de los actores del Reparto Principal.